# Urajba
Urajba – wieś w Syrii, w muhafazie Idlib. W 2004 roku liczyła 575 mieszkańców.